# Volta a Portugal Feminina
A Volta a Portugal Feminina é a principal corrida por etapas de ciclismo de estrada feminino em Portugal.
A sua primeira edição ocorreu em Setembro de 2021, partindo de Cacilhas replicando o início da primeira Volta a Portugal masculina, em 1927. e foi conquistada pela estudante de 21 anos Raquel Queirós, que venceu a corrida que contou com 84 ciclistas à partida, 61 à chegada.
Em 2022 realizou-se a segunda edição, desta vez em junho, tendo se registado um aumento no nº de equipas e de atletas participantes atingindo quase uma centena entre as 17 equipas (10 portuguesas e 7 estrangeiras).
Em 2023 a corrida viu a sua data alterada para setembro devido à organização das Jornadas Mundiais da Juventude, tendo-lhe sido acrescentada mais uma etapa em relação às edições anteriores.

## Palmarés
| Ano  | Vencedora        | Segunda       | Terceira          | ref   |
| ---- | ---------------- | ------------- | ----------------- | ----- |
| 2021 | Raquel Queirós   | Sofia Gomes   | Iris Gómez        | [ 5 ] |
| 2022 | Nathalie Eklund  | Mireia Benito | Vera Vilaça       | [ 6 ] |
| 2023 | Valeria Valgonen | Miryam Nuñez  | Marina Garau Roca | [ 7 ] |

## Palmarés por países
| País     | Vitórias | Último vencedor         |
| -------- | -------- | ----------------------- |
| Portugal | 1        | Raquel Queirós em 2021  |
| Suécia   | 1        | Nathalie Eklund em 2022 |